# Beauté fatale (téléfilm, 2009)
Pour les articles homonymes, voir Beauté fatale.
Beauté fatale est un téléfilm français réalisé par Claude-Michel Rome, diffusé le 14 décembre 2009 sur TF1.

## Synopsis
Alice Grant est laide... Une difformité au niveau du visage l'a défigurée. Après avoir eu recours à la chirurgie esthétique, la jeune cadre du Groupe de cosmétiques Orlange est devenue extrêmement belle. Elle ose enfin s'assumer et suscite l'admiration et le désir chez tous ceux qui la croisent. Mais Christophe, son mari, ne le supporte pas ; son épouse, autrefois petite chose timide, est devenue une femme pleine d'assurance à qui tout réussit. Il a peur de la perdre et cette peur tourne à l'obsession. Les blessures de son enfance avec un père faible, devenu alcoolique et une mère de mauvaise vie refont surface. Christophe perd ses moyens, sombre dans la folie et commet l'irréparable...
Il s'agit d'un remake du film Le Miroir à deux faces avec Bourvil et Michèle Morgan.

## Fiche technique
- Réalisateur : Claude-Michel Rome
- Scénario : Claude-Michel Rome
- Photographie : Bernard Dechet
- Musique : Frédéric Porte
- Décors : Tony Egry
- Costumes : Pascale Arrou
- Sociétés de production : Les Productions Franco American et Grand Large Productions
- Genre : téléfilm dramatique
- Durée : 110 min
- Dates de diffusion :
  - le 14 décembre 2009 sur TF1
  - le 19 octobre 2011 sur NT1
  - le 8 juin 2013 sur HD1

## Distribution
- Claire Keim : Alice Grant
- Stéphane Freiss : Christophe Grant
- Éric Caravaca : Laurent Monastier
- Pauline Serieys : Julia Grant
- Nicole Croisille : Solange Grant
- François-Eric Gendron : Le chirurgien Francis Bosc
- Jean-Pierre Malo : Le commandant Meyer
- Moon Dailly : Alexandra Baldi
- Thierry Baumann : Carl
- Michel Degrand : Gilles Marchand
- Anne Loiret : Linda Vargas
- Julien Cafaro : Le détective
- Didier Agostini : Le chef de chantier
- Éric Naggar : Richard Ashkenasi
- Maud Le Guenedal : La vendeuse de lingerie
- Hervé Falloux : L'ami tennisman
- Sissi Duparc : L'agent d'accueil
- Xavier Letourneur : Le président du jury
- Noémie Kocher : La candidate Orlange
- Laetitia Fourcade : La présentatrice